# Kwadryka
Kwadryka lub powierzchnia drugiego stopnia – powierzchnia dana równaniem drugiego stopnia ze względu na współrzędne {\displaystyle x,\ y,\ z}:
{\displaystyle a_{11}x^{2}+a_{22}y^{2}+a_{33}z^{2}+2a_{12}xy+2a_{23}yz+2a_{13}zx+2a_{14}x+2a_{24}y+2a_{34}z+a_{44}=0,\qquad (1)}
gdzie:
{\displaystyle a_{11},a_{22},a_{33},a_{12},a_{23},a_{13},a_{14},a_{24},a_{34},a_{44}\in \mathbb {R} ,}
przy czym nie zachodzi
{\displaystyle a_{11}=a_{22}=a_{33}=a_{12}=a_{23}=a_{13}=0}
(przynajmniej jeden z powyższych współczynników musi być różny od zera).
W zależności od wartości współczynników {\displaystyle a_{ij}} kwadryka może należeć do jednego z wielu typów, różniących się właściwościami.

## Wykresy i równania kanoniczne
Poprzez odpowiednie przekształcenie układu współrzędnych można równanie kwadryki sprowadzić do postaci kanonicznej, charakterystycznej dla jednego z wymienionych niżej 17 typów.
W poniższych wzorach {\displaystyle a,b,c\in \mathbb {R} _{+}.}
| elipsoida                                                                                              | {\displaystyle {\frac {x^{2}}{a^{2}}}+{\frac {y^{2}}{b^{2}}}+{\frac {z^{2}}{c^{2}}}=1}  |                  |
| elipsoida obrotowa (szczególny przypadek elipsoidy)                                                    | {\displaystyle {\frac {x^{2}}{a^{2}}}+{\frac {y^{2}}{a^{2}}}+{\frac {z^{2}}{b^{2}}}=1}  |                  |
| sfera (szczególny przypadek elipsoidy obrotowej)                                                       | {\displaystyle {\frac {x^{2}}{a^{2}}}+{\frac {y^{2}}{a^{2}}}+{\frac {z^{2}}{a^{2}}}=1}  |                  |
| paraboloida eliptyczna                                                                                 | {\displaystyle {\frac {x^{2}}{a^{2}}}+{\frac {y^{2}}{b^{2}}}-z=0}                       |                  |
| paraboloida obrotowa (szczególny przypadek paraboloidy eliptycznej)                                    | {\displaystyle {\frac {x^{2}}{a^{2}}}+{\frac {y^{2}}{a^{2}}}-z=0}                       |                  |
| paraboloida hiperboliczna                                                                              | {\displaystyle {\frac {x^{2}}{a^{2}}}-{\frac {y^{2}}{b^{2}}}-z=0}                       |                  |
| hiperboloida jednopowłokowa                                                                            | {\displaystyle {\frac {x^{2}}{a^{2}}}+{\frac {y^{2}}{b^{2}}}-{\frac {z^{2}}{c^{2}}}=1}  |                  |
| hiperboloida dwupowłokowa                                                                              | {\displaystyle {\frac {x^{2}}{a^{2}}}+{\frac {y^{2}}{b^{2}}}-{\frac {z^{2}}{c^{2}}}=-1} |                  |
| powierzchnia stożkowa                                                                                  | {\displaystyle {\frac {x^{2}}{a^{2}}}+{\frac {y^{2}}{b^{2}}}-{\frac {z^{2}}{c^{2}}}=0}  |                  |
| walec eliptyczny                                                                                       | {\displaystyle {\frac {x^{2}}{a^{2}}}+{\frac {y^{2}}{b^{2}}}=1}                         |                  |
| powierzchnia boczna zwykłego walca o nieskończonej wysokości (szczególny przypadek walca eliptycznego) | {\displaystyle {\frac {x^{2}}{a^{2}}}+{\frac {y^{2}}{a^{2}}}=1}                         |                  |
| walec hiperboliczny                                                                                    | {\displaystyle {\frac {x^{2}}{a^{2}}}-{\frac {y^{2}}{b^{2}}}=1}                         |                  |
| walec paraboliczny                                                                                     | {\displaystyle x^{2}+2ay=0}                                                             |                  |
| przecinające się płaszczyzny                                                                           | {\displaystyle {\frac {x^{2}}{a^{2}}}-{\frac {y^{2}}{b^{2}}}=0}                         |                  |
| tzw. przecinające się płaszczyzny urojone                                                              | {\displaystyle {\frac {x^{2}}{a^{2}}}+{\frac {y^{2}}{b^{2}}}=0}                         | prosta           |
| równoległe płaszczyzny                                                                                 | {\displaystyle x^{2}=a^{2}}                                                             |                  |
| nakładające się płaszczyzny                                                                            | {\displaystyle x^{2}=0}                                                                 |                  |
| tzw. równoległe płaszczyzny urojone                                                                    | {\displaystyle x^{2}=-a^{2}}                                                            | zbiór pusty      |
| tzw. elipsoida urojona                                                                                 | {\displaystyle {\frac {x^{2}}{a^{2}}}+{\frac {y^{2}}{b^{2}}}+{\frac {z^{2}}{c^{2}}}=-1} | zbiór pusty      |
| tzw. stożek urojony                                                                                    | {\displaystyle {\frac {x^{2}}{a^{2}}}+{\frac {y^{2}}{b^{2}}}+{\frac {z^{2}}{c^{2}}}=0}  | pojedynczy punkt |
| tzw. urojony walec eliptyczny                                                                          | {\displaystyle {\frac {x^{2}}{a^{2}}}+{\frac {y^{2}}{b^{2}}}=-1}                        | zbiór pusty      |

Ostatnie kilka przypadków opisuje kwadryki zdegenerowane, w których dla kanonicznego układu współrzędnych znika co najmniej jedna ze współrzędnych. Niektórzy autorzy nie zaliczają ich do kwadryk. W tym sensie także walce są przypadkami zdegenerowanymi, gdyż można je przedstawić w postaci zawierającej tylko dwie współrzędne. Ponadto warto zauważyć, że niektóre z tych zdegenerowanych kwadryk nie są powierzchniami (prosta, punkt, zbiór pusty).

## Postać macierzowa równania
Równanie kwadryki można też przedstawić w postaci macierzowej:
{\displaystyle \mathbf {x} ^{T}\cdot \mathbf {A} \cdot \mathbf {x} +2\mathbf {a} ^{T}\cdot \mathbf {x} +a_{44}=0,}
gdzie:
{\displaystyle \mathbf {A} ={\begin{bmatrix}a_{11}&a_{12}&a_{13}\\a_{12}&a_{22}&a_{23}\\a_{13}&a_{23}&a_{33}\end{bmatrix}}}
{\displaystyle \mathbf {a} ={\begin{bmatrix}a_{14}\\a_{24}\\a_{34}\end{bmatrix}}}
{\displaystyle \mathbf {x} ={\begin{bmatrix}x\\y\\z\end{bmatrix}}}

## Niezmienniki
Poniższe wielkości nie zmieniają się przy zmianie początku układu współrzędnych i rotacji jego osi (równoważnie: przy przesuwaniu i obracaniu powierzchni względem układu współrzędnych):
{\displaystyle \Delta =\left|{\begin{matrix}a_{11}&a_{12}&a_{13}&a_{14}\\a_{12}&a_{22}&a_{23}&a_{24}\\a_{13}&a_{23}&a_{33}&a_{34}\\a_{14}&a_{24}&a_{34}&a_{44}\end{matrix}}\right|}
{\displaystyle \delta =\det A=\left|{\begin{matrix}a_{11}&a_{12}&a_{13}\\a_{12}&a_{22}&a_{23}\\a_{13}&a_{23}&a_{33}\end{matrix}}\right|}
{\displaystyle S=a_{11}+a_{22}+a_{33}}
{\displaystyle T=a_{22}a_{33}+a_{33}a_{11}+a_{11}a_{22}-a_{23}^{2}-a_{13}^{2}-a_{12}^{2}}

## Określenie typu na podstawie współczynników
Korzystając ze znaku niezmienników można określić typ powierzchni danej równaniem (1) niezależnie od jej położenia w układzie współrzędnych.
- {\displaystyle \delta \neq 0} tzw. powierzchnie środkowe:
  - {\displaystyle \Delta <0{:}}
    - {\displaystyle S\delta >0,\ T>0} elipsoida (w szczególnym przypadku sfera)
    - {\displaystyle S\delta >0,\ T<0} hiperboloida dwupowłokowa
    - {\displaystyle S\delta <0,\ T>0} hiperboloida dwupowłokowa

  - {\displaystyle \Delta >0{:}}
    - {\displaystyle S\delta >0,\ T>0} zbiór pusty (tzw. elipsoida urojona)
    - {\displaystyle S\delta >0,\ T<0} hiperboloida jednopowłokowa
    - {\displaystyle S\delta <0,\ T>0} hiperboloida jednopowłokowa

  - {\displaystyle \Delta =0{:}}
    - {\displaystyle S\delta >0,\ T>0} pojedynczy punkt (tzw. stożek urojony)
    - {\displaystyle S\delta >0,\ T<0} powierzchnia stożkowa
    - {\displaystyle S\delta <0,\ T>0} powierzchnia stożkowa
- {\displaystyle \delta =0{:}}
  - {\displaystyle \Delta \neq 0} paraboloidy:
    - {\displaystyle \Delta <0\Leftrightarrow T>0} paraboloida eliptyczna (w szczególnym przypadku paraboloida obrotowa)
    - {\displaystyle \Delta >0\Leftrightarrow T<0} paraboloida hiperboliczna

  - {\displaystyle \Delta =0{:}}
    - {\displaystyle \left|{\begin{matrix}a_{11}&a_{12}&a_{14}\\a_{12}&a_{22}&a_{24}\\a_{14}&a_{24}&a_{44}\end{matrix}}\right|+\left|{\begin{matrix}a_{11}&a_{13}&a_{14}\\a_{13}&a_{33}&a_{34}\\a_{14}&a_{34}&a_{44}\end{matrix}}\right|+\left|{\begin{matrix}a_{22}&a_{23}&a_{24}\\a_{23}&a_{33}&a_{34}\\a_{24}&a_{34}&a_{44}\end{matrix}}\right|=0}
przypadek zdegenerowany (suma dwóch płaszczyzn, jedna płaszczyzna, prosta lub zbiór pusty)
    - w przeciwnym wypadku powierzchnia walcowa oparta na krzywej stożkowej:
      - {\displaystyle T>0} walec eliptyczny rzeczywisty lub urojony
      - {\displaystyle T<0} walec hiperboliczny
      - {\displaystyle T=0} walec paraboliczny